# Masatoshi Ichikawa
Masatoshi Ichikawa (市川雅敏?, Ichikawa Masatoshi; Tokyo, 11 gennaio 1961) è un ex ciclista su strada giapponese.

## Carriera
Ichikawa fu, tra la fine degli anni 1980 e l'inizio dei 1990, il primo giapponese a gareggiare da professionista in Europa, per squadre come la belga Hitachi, la svizzera Bleiker e l'italiana Navigare-Blue Storm. Fu anche il primo a completare un Grande Giro, concludendo in 50ª posizione il Giro d'Italia 1990.

## Palmarès

### Altri successi
- 1989

Schellenberg Rundfahrt
Sierre-Loye
- 1992

Criterium di Monthey
Martigny-Mauvoisin
Sierre-Loye
- 1993

Horw-Schwendelberg

## Piazzamenti

### Grandi Giri
- Giro d'Italia

1990: 50º
1993: non partito (15ª tappa)

### Classiche monumento
- Liegi-Bastogne-Liegi

1990: 123º

### Competizioni mondiali
- Campionati mondiali

Villach 1987 - In linea Elite: 43°
Ronse 1988 - In linea Elite: ritirato
Chambéry 1989 - In linea Elite: ritirato
Utsunomiya 1990 - In linea Elite: 57°
Stoccarda 1991 - In linea Elite: 49°
Benidorm 1992 - In linea Elite: 80°
Oslo 1993 - In linea Elite: ritirato
Agrigento 1994 - In linea Elite: ritirato
Duitama 1995 - In linea Elite: ritirato